# Trypanaeus conulus
Trypanaeus conulus är en skalbaggsart som beskrevs av Heinrich Bickhardt 1916. Trypanaeus conulus ingår i släktet Trypanaeus och familjen stumpbaggar. Inga underarter finns listade i Catalogue of Life.